# Laurent Évrard
Laurent Évrard (Ottignies, 22 september 1990) is een Belgisch voormalig wielrenner die actief was op de weg, de baan en de mountainbike.

## Carrière
In 2016 werd Évrard Belgisch kampioen puntenkoers. Op de weg wint hij in 2018 de eerste etappe en het eindklassement van de Ronde van Oranie. Een jaar later wist hij de Ronde van Marokko te winnen.

## Palmares

### Baanwielrennen
| Jaar  | BK          | EK    | WK    | Overige |
| Elite | Elite       | Elite | Elite | Elite   |
| ----- | ----------- | ----- | ----- | ------- |
| 2016  | puntenkoers |       |       |         |

### Wegwielrennen
2018
1e etappe Ronde van Oranie
Eind-, punten-, en bergklassement Ronde van Oranie
2019
3e etappe Ronde van Marokko
Eindklassement Ronde van Marokko
L'Ardennes Trophy
2020
4e etappe Tour de la Manche